# روز تشيليمو
روز تشيليمو (بالإنجليزية: Rose Chelimo) (ولدت في 12 يوليو 1989) هي عداءة بحرينية من أصل كيني تتنافس في سباق الطرقات حتى الماراثون. هي بطلة العالم لعام 2017. مثلت البحرين في دورة الألعاب الأولمبية الصيفية 2016 في ريو دي جانيرو بالبرازيل واحتلت المركز الثامن في سباق الماراثون للسيدات.
بدأت تشيليمو المنافسة في سباقات الطرق الأوروبية المهنية في عام 2010. في فرنسا في ذلك العام احتلت المركز الثاني في بطولة باريس-فرساي بينما توجت بطلة في سباقي 20 كيلومتر دي باريس ولاك دي أنيسي لنصف الماراثون. في العام التالي فازت بسباق ماراثون لاك دي أنيسي. حطمت رقمها القياسي بتحقيق زمن قدره 69:45 دقيقة لنصف الماراثون لتحتل في نهاية المطاف المركز الثاني في سباق نصف ماراثون ليل. كما فازت بسباق نصف ماراثون أوراي-فانس واحتلت المركز الثالث في بطولتي 20 كيلومتر دي باريس ونصف ماراثون ريمس.
في عام 2012 بدأت تتنافس في بطولات ذات سمعة أعلى ولكنها لم تستطع اعتلاء منصة التتويج على الرغم من أنها احتلت المركز الثاني في نصف ماراثون زفوله. لم تشارك في أي من بطولات موسم 2013 ولكنها عادت في منتصف عام 2014 مع سلسلة من الانتصارات بما في ذلك ألستيرلوف وبريداس سينجيلوب (حققت أفضل رقم شخصي لها بزمن قدره 68:40 دقيقة) و20 كيلومتر دي باريس. استمرت في عام 2015 من خلال الفوز في نصف ماراثون أضنة ونصف ماراثون سان بلاس ونصف ماراثون لشبونة وحطمت في البطولة الأخيرة رقمها القياسي بزمن قدره 68:22 دقيقة. بعد فوزها في نصف ماراثون تشيسكي بوديوفيتسه اكتسبت الجنسية البحرينية وبدأت تتنافس باسم البحرين.
بدأ تشيليمو عام 2016 بتحطيم رقمين شخصيين. حققت زمن قدره 68:08 دقيقة لتحتل المركز الثامن في نصف ماراثون رأس الخيمة ثم فازت بسباقها الأول في ماراثون سيئول الدولي محطمة رقمها الشخصي بزمن قدره 2:24:14 ساعة. حققت أداء جيد في دورة الألعاب الأولمبية الصيفية 2016 في ريو دي جانيرو بالبرازيل حيث احتلت المركز الثامن بتحقيق زمن قدره 2:27:36 ساعة بينما حصلت زميلتها يونيس كيروا على الميدالية الفضية.

## البطولات الدولية
| العام | المسابقة                  | المكان                  | المركز | حدث       | ملاحظة  |
| ----- | ------------------------- | ----------------------- | ------ | --------- | ------- |
| 2016  | الألعاب الأولمبية الصيفية | ريو دي جانيرو، البرازيل | 8      | الماراثون | 2:27:36 |
| 2017  | بطولة العالم لألعاب القوى | لندن، المملكة المتحدة   | 1      | الماراثون | 2:27:11 |

## روابط خارجية
- روز تشيليمو على موقع الاتحاد الدولي لألعاب القوى (الإنجليزية)
- روز تشيليمو على موقع رابطة إحصائيات سباق الطريق (الإنجليزية)
- روز تشيليمو على موقع اللجنة الأولمبية الدولية (الإنجليزية)
- روز تشيليمو على موقع أوليمبيديا (الإنجليزية)